# Kuća Užižić (Hektorović) u Hvaru
Kuća Užižić (Hektorović) u gradiću Hvaru, Kroz Grodu 5, zaštićeno kulturno dobro.

## Opis
Gotičko-renesansna reprezentativna trokatnica, kuća Užižić (Hektorović), sagrađena je na južnim gradskim zidinama u 15. stoljeću tako da je inkorporirala ranogotičku kuću iz 14. stoljeća. U prizemlju se pruža gradska ulica. Nikada nije dovršena. Njenu gradnju je započela obitelji Užižić oko 1465. godine te je najraniji primjer renesanse na stambenim objektima u Hvaru. Ističe se vrsno klesanim poliforama. Gotička dvokatnica iz 15. stoljeća (kuća Jakšić), sagrađena je uz zapadni zid tzv. palače Hektorović.

## Zaštita
Skupa s kućom Jakšić je pod oznakom Z-6641 zavedena je kao nepokretno kulturno dobro - pojedinačno, pravna statusa zaštićena kulturnog dobra, klasificirano kao "stambene građevine".